# Monroe, Michigan
Monroe este o localitate, municipalitate și sediul comitatului omonim, Monroe, statul Michigan, Statele Unite ale Americii. Este situat pe țărmul vestic al lacului Erie.
Monroe avea o populație de 20.733 la recensământul din 2010. Orașul este mărginit la sud de Monroe Charter Township, dar ambele sunt independente din punct de vedere politic. Monroe este situat la aproximativ 23 km nord de Toledo, Ohio și la 40 km sud de Detroit. Biroul de recensământ al Statelor Unite listează Monroe drept orașul principal din Zona Metropolitană Monroe, care avea o populație de 152.021 în 2010.  Monroe face parte oficial din zona statistică combinată Detroit-Ann Arbor-Flint, iar orașul este uneori neoficial inclus ca o extensie nordică a zonei metropolitane Toledo.
Monroe este cunoscută drept reședința din copilărie a lui George Armstrong Custer și a altor membri ai familiei sale, inclusiv fratele său Boston Custer și soția Elizabeth Bacon. Mai multe structuri poartă numele Custer, inclusiv Aeroportul Custer. Orașul conține, de asemenea, numeroase alte structuri istorice. În 1928, La-Z-Boy a fost fondată la Monroe; acesta continuă să fie sediul mondial al companiei.